# Lazy Buddies
Lazy Buddies est un groupe français de blues, originaire de Rennes, en Ille-et-Vilaine. Formé en 2005, le groupe possède un style musical aux influences Chicago Blues, rockin' blues, rythm'n blues, et rock 'n' roll des années 1950.

## Historique
Depuis sa formation en 2005, Lazy Buddies enchaine les concerts à un rythme assez soutenu dans les cafés-concerts ou pour des associations. À partir de 2007, le groupe commence à être reconnu dans le milieu blues français. Il participe à des festivals/nuits du blues : Terri'Thouars Blues 2009, Blues en Rade 2009 à Locmiquélic, Blues des Deux Rivières à Belle-Isle-en-Terre 2009, Blues en Loire à la Charité sur Loire 2007 et 2010, Semaine du Blues de Montfort sur Meu 2008 et 2010.
L'année 2010 marque la reconnaissance nationale du groupe. Depuis, Lazy Buddies a participé à quelques festivals majeurs de la scène blues et jazz française comme Cognac Blues Passions, Cahors Blues Festival, Europa Jazz, Blues sur Seine. Le groupe compte quatre prix remportés sur deux tremplins nationaux organisés par des festivals de blues (Cahors Blues festival : le plus ancien de France et le Tremplin national Blues sur Seine : grand festival de la région parisienne). Les Rennais peuvent toujours les entendre jouer régulièrement dans des clubs et cafés-concerts locaux et chaque année pour la fête de la musique à Rennes. En avril 2011, le festival Bain de Blues (à Bain-de-Bretagne, Ille-et-Vilaine) programme Lazy Buddies.
En 2012, Lazy Buddies continue d'être programmé sur de nombreux festivals comme Blues Autour du Zinc (Beauvais - Oise), Terri'thouars Blues (Deux-Sèvres) ou Jazz aux Écluses (Ille-et-Vilaine), etc. Cette même année, le groupe est également programmé au Coast Bike Show (Loire-Atlantique) et remporte le concours du festival off de Mirande (Gers), ce qui lui vaut une programmation sur la grande scène en juillet 2013 aux côtés de grands artistes internationaux. Entre 2013 et 2025, le groupe poursuit sa tournée des concerts et des festivals avec, entre autres : Vache de Blues en 2013, Blues in Sem en 2015, Les nuits du loup (69) en 2015, La Rochefoucault donne le La (16) en 2016, Jazz aux Manoirs en 2017, Festi'Jump en 2017, La Citadelle en bordée en 2014 et 2017, Stand'n Rock en 2017, Art'n Blues en 2016 et 2020, les Rendez-vous de l'Erdre en 2020 et 2023, la Nuit du Blues de Rennes 2023, le festival Belles de Vilaine en 2024, Festival Blues des 2 rivières 2024,  le Festival Robinson 2025 à St-Grégoire.
Les albums This Little Girl's Gone Rockin' et Play it Loud ! font partie de la Sélection 2011/2012 du Collectif des Radios Blues. Le collectif regroupe une cinquantaine de radios blues francophones dans le monde entier (France, Belgique, Canada, Burundi). Cette sélection a pour but de mettre en avant les albums que les membres du Collectif estiment faire partie des meilleures productions blues en France. En 2018, après environ 400 concerts, le groupe réalise un album de 13 titres entièrement composé par ses soins : "All in !", qui offre un condensé de styles qu'il affectionne : Blues, Swing, Rhythm and blues, 50's Rock'n'roll, Jump Blues, West Coast Blues, Chicago Blues, ...
Les albums sont chroniqués dans des magazines et sites internet spécialisés comme Zicazic,, Blues & Co, le Déblocnot', Soul Bag, Blues Magazine, BCR La Revue, Blues Alive, France Blues, et Ouest-France.

## Style musical
Le répertoire fait la part belle aux années 1950 et 1960, avec une forte tendance blues, Chicago Blues, rythm'n blues et rock 'n' roll. Le groupe fait des reprises de morceaux blues de nombreuses régions des États-Unis (Chicago, Texas, Californie, Chicago, Memphis) et compose également ses propres morceaux tout en restant dans le même esprit. Lazy Buddies joue des reprises de musiciens des années 1950 comme T-Bone Walker, Ruth Brown, Floyd Dixon, et Little Richard, mais puise également ses influences auprès de musiciens plus récents comme Kim Wilson, Sean Costello, Junior Watson, Kid Ramos, James Harman, Jimmie Vaughan, Rusty Zinn, et Richard Innes.

## Membres

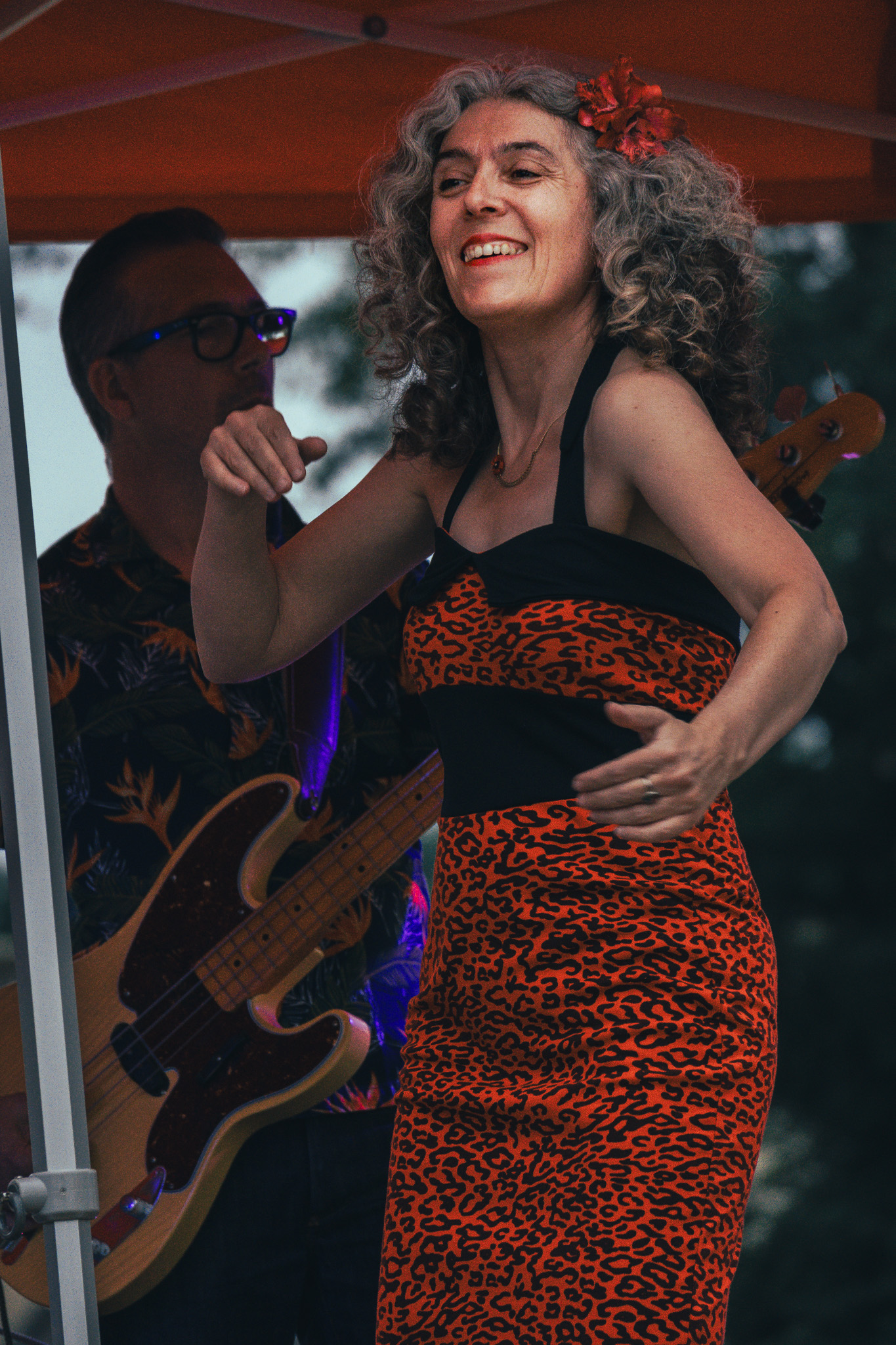
Soazig Lebreton (premier plan) et Nicolas Fleurance (deuxième plan) en concert avec Lazy Buddies le 5 juillet 2025.

Les membres du groupe se sont rencontrés grâce à l'association rennaise Roazhon Blues. C'est aux jams sessions mensuelles de Roazhon Blues que Dominique Genouel (harmonica), Nicolas Fleurance (guitare DeArmond Starfire), Soazig Lebreton (chant), Guillaume Rousseau (guitare ES295 Epiphone) et Frédéric Rousseau (contrebasse) se sont rencontrés. Le second batteur de la formation, David Avrit, intégré en juin 2009, est issu de la scène nantaise. En 2020, Cyril Durand (batterie) rejoint la formation qui joue désormais en version quintet. Le guitariste du groupe Nicolas Fleurance passe à la basse. 
En 2024, le groupe se compose donc de Dominique Genouel (harmonica), Nicolas Fleurance (basse), Soazig Lebreton (chant), Guillaume Rousseau (guitare) et Cyril Durand (batterie).

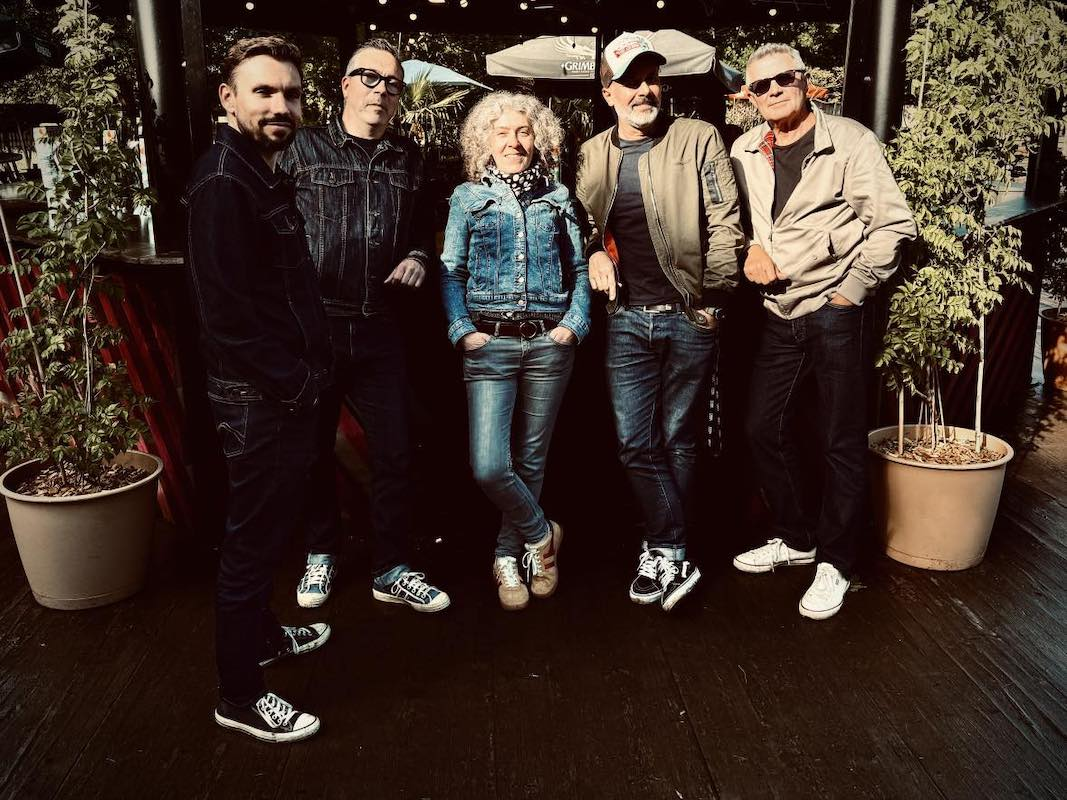
Lazy Buddies mai 2024
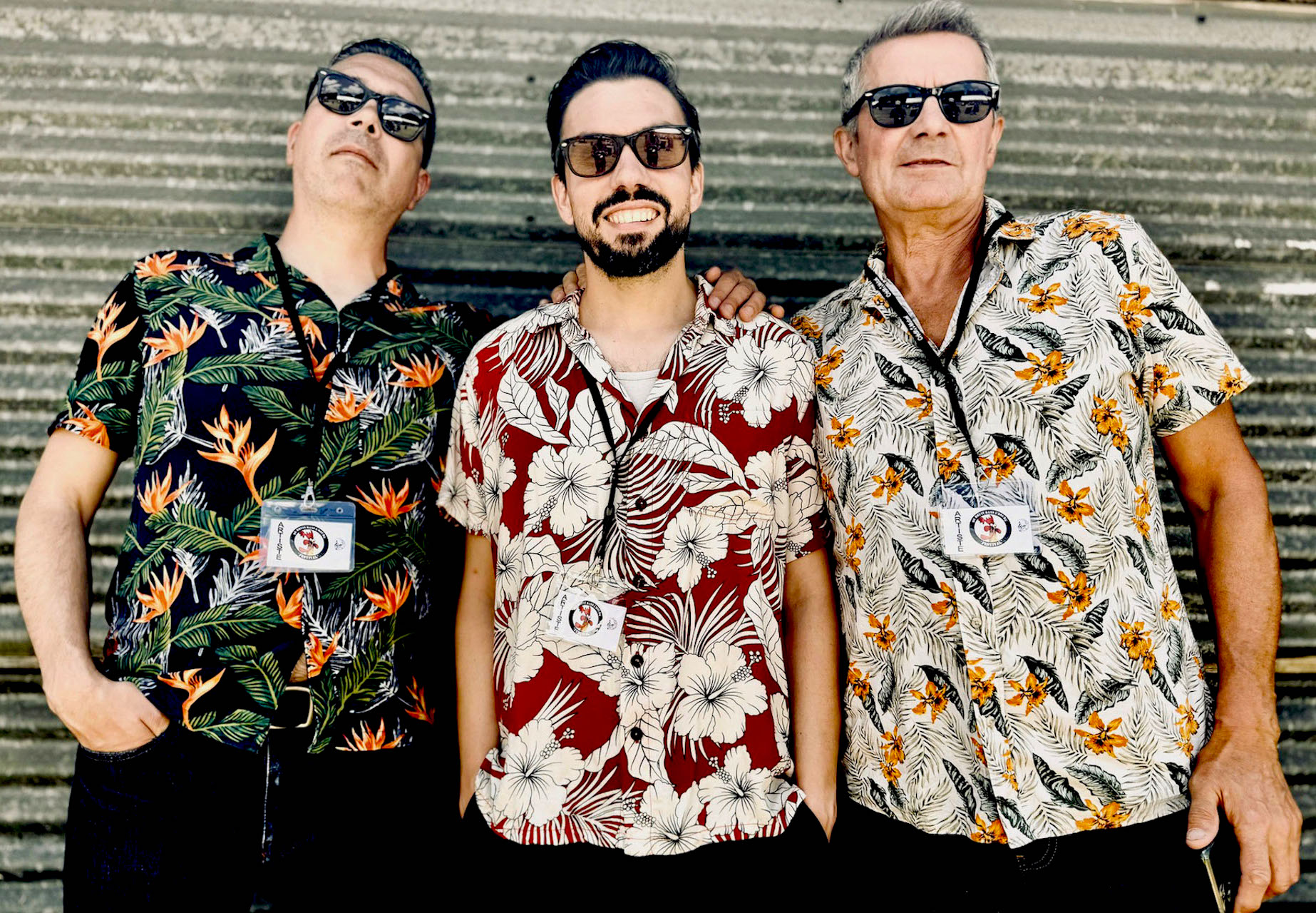

## Discographie
- 2006 : Blues, Swing and Shuffle (démo 6 titres, enregistrée par le groupe)
- 2008 : Swing it, Swing it Babe  (CD/démo 10 titres dont 1 live)
- 2011 : This Little Girl's Gone Rockin' (album digipack de 13 titres, dont 7 compositions enregistré et mixé par Ronan Le Huludut et masterisé par MasterLab. Album auto-produit)
- 2012 : Play it Loud !  (album live 10 titres, enregistré et mixé par le CRÉA (Centre de ressources et d'études audiovisuelles[31]) de l'université de Rennes2 sous la direction de Christian Alliot, assisté des techniciens de Radio France : Alex Martin, Guillaume Le Du et Christophe Lukeszewski. Le mastering a été réalisé par MasterLab. Album auto-produit)
- 2017 : All In  (album 13 titres entièrement composés par le groupe. Disque enregistré et mixé par Julien Fournier, masterisé par Lightning Recorders. Album autoproduit)  Distribué sur les principales plateformes musicales.